# Балка Водяна (річка)
Балка Водяна — річка в Україні, у Петрівському районі Кіровоградської області. Права притока Інгульця (басейн Дніпра).

## Опис
Довжина річки 12 км, похил річки — 4,5 м/км. Площа басейну 68,6 км².

## Розташування
Бере початок у селі Водяне. Спочатку тече на південний схід через Сабадашеве, потім на північний схід і біля Новомануйлівки впадає у річку Інгулець, праву притоку Дніпра.
Річку перетинає автошлях М06